# Башня Конти
Башня Конти (итал. Torre dei Conti) — средневековая жилая башня аристократического семейства Конти в Риме. 

## История и описание
Строительство башни велось в 850-е годы (в девятом веке) Пьетро деи Конти, графом Ананьи. В качестве фундамента была использована одна из экседр античного храма Мира (также известного, как форум Веспасиана). Снаружи башня была облицована травертином, «позаимствованным» с античных сооружений. 
В 1203—1216 годах году Папа Римский Иннокентий III, происходивший из семьи Конти, профинансировал полную перестройку своей родовой резиденции. Строительными работами, по мнению Вазари , руководил тот же архитектор, которому мы обязаны фасадом церкви Санта-Мария-делла-Пьеве в Ареццо. В перестроенном виде высота жилой башни могла достигать 60 метров, в связи с чем она получила название Торре Маджоре или Большая башня. На Франческо Петрарку, который успел увидеть башню «в полном размере», данное сооружение произвело большое впечатление.
После землетрясения 1349 года башня стала непригодной для проживания. Тогда или позже (во время последующих землетрясений) её верхняя половина обвалилась и в дальнейшем не восстанавливалась. В 16 веке с башни в свой черёд «позаимствовали» древнеримский травертин, чтобы облицевать им новые городские ворота — Порта Пиа. До 1620 года башня стояла заброшенной. В 17 веке были предприняты попытки её реставрации, перемежавшиеся очередными землетрясениями (в 1630 и 1644 годах). Папа Александр VIII перестроил сохранившуюся нижнюю половину башни, укрепив её контрфорсами. 
В таком виде башня (точнее, её нижняя половина, высота которой составляет 29 метров) в основном сохранилась до настоящего времени. 
В 1937 году Муссолини подарил башню федерации штурмовых отрядов Ардити. В этот период в подвале башни (который является одним из помещений форума Веспасиана) был похоронен генерал Алессандро Паризи, для чего был использован древнеримский саркофаг. В 1943 году штурмовики из Ардити покинули здание.
Поблизости от башни находится церковь Сан-Сальваторе-аи-Монти (в настоящее время грузинская православная).